# Айнуліндале
Айнуліндале (Ainulindalë, «Музика Айнурів», «Велична Музика», «Велична Пісня») — у «Сильмариліоні» Джона Рональда Руела Толкіна міф про Сотворення Світу, виникнення Зла та причини Падіння Мелькора, що розпочинає цикл сказань Середзем'я. За легендаріумом складане у Прадавні Часи, імовірно Румілом з Тіріона.

## Сюжет
Бог Еру (Єдиний) якого в Арді величають Ілуватаром (Творець) створив айнурів — Святих, що стали нащадками думки його і пробувáли з ним до сотворення всього іншого. Скликавши айнурів Ілуватар сповістив їм про Величну Музику, яка оповідала про майбутній світ і все сотворене в ньому. І голоси айнурів, неначе музичні інструменти, стали витворювати Пісню про задум Творця. Та наймогутніший з айнурів Мелькор забажав вплести в музику власні задуми відмінні від задуми Ілуватара. Деякі з помислів увіткав він у музику і спричинив дисонанс. Йому кортіло втілити власні творіння, тому що його дратувала незаповнена Порожнеча, на яку Ілуватар здавалося не зважає, Мелькор шукав Незнищенний Пломінь, але Вогонь був з Ілуватаром і айнурові не вдалось знайти його.
Тоді піднявся Ілуватар і, змахнувши рукою, дав початок новій темі не схожій на попередню, але мелькорів дисонанс знову викликав збентеження і багато айнурів перестали співати.
Тоді знову піднявся Ілуватар і линула третя пісня, геть не схожа на інші. Потому як вона стихла промовив Ілуватар:
- Узріть музику вашу!
І побачили айнури видимий Світ, а також істот, що мали жити в ньому. Найголовнішими серед них були ельфи та люди Первородні та Послідовники прозвані Дітьми Ілуватара.
І промовив Ілуватар:
-Еа! (Нехай буде так!)
І почався матеріальний Всесвіт, а Ілуватар розподілив владу айнурів над світом. Айнур якого ельфи називають Улмо став правити морями, океанами, озерами, річками та струмками. Манве отримав у володіння вітри й повітря. Про структуру Землі по думав Ауле, якому Творець дав багато сил і знань. Мелькор удавав, що створює, а насправді замислив захопити Землю і все що було в ній. Він вигадав зиму, спеку і темряву.
Частина айнурів лишилася поруч з Ілуватаром, а інша спустилася на Землю, що ельфи згодом назвали Ардою. І обрали вони подобу схожу на Дітей Ілуватара, одні уподібнились до чоловіків, інші — до жінок. Настала Перша Весна Арди, але Мелькор, побачивши яким чудовим садом став світ, рушив війною на нього. Так почалась перша війна айнурів і Мелкора про яку розповідається у другій частині «Сильмариліону»- «Валаквента».

## Космогонія
Над цією частиною «Сильмариліону» Толкін працював найдовше. «Айнуліндале» є спробою образного осмислення і сюжетної інтерпретації першої глави біблейської Книги Буття. 
" Цикли починаються космогонічним міфом: «Музикою айнурів». — писав Дж. Р. Р. Толкін — У ньому показано Бога і валарів (тобто сили англізовані як боги). Останні, можна сказати, уподібнюються ангельським силам, чия функція полягає в тому, щоби виконувати доручені повноваження у своїх сферах (у правлінні та керуванні, а не у світобудові, творенні та перетворенні). Вони «божественні», тобто первинно були «зовні» й існували «ще до» створення світу. Їхня сила та мудрість породжені Знанням космогонічної драми, яку вони спершу сприймали як драму (подібно до того як ми сприймаємо космогонічну оповідку), а вже згодом — як «реальність». З погляду суто розповідних прийомів тут мені, звісно, залежало на тому, щоби вигадати істот, котрі красою, могутністю і величчю могли би дорівнятися «богам» вищої міфології та до яких, окрім того прихильно поставився би той, хто (якщо говорити прямо) вірять у Святу Трійцю. 
Мелькор розцінювався як Сатана. Як Люцифер він бунтує проти свого Творця. З іншого боку повстання Мелькора проти Бога є творчим в собі. Це пояснюється тим, що Мелькору нетерпиться наповнити порожній світ своїми речами. Але його творчість стає руйнівною, тому що вона була спотворена гординею. Його бажання створити інших істот для своєї слави перетворюється лише на прагнення підкорити рабів і слуг його волі.